# Ingeborg-Bachmann-Preis 1986
Der Ingeborg-Bachmann-Preis 1986 war der zehnte Wettbewerb um diesen Literaturpreis. Die Veranstaltung fand im Klagenfurter ORF-Theater des Landesstudios Kärnten statt. Marcel Reich-Ranicki, der in den ersten zehn Jahren als Sprecher der Jury gewirkt hatte, nahm letztmals als Juror teil; sein Kollege Walter Jens wurde durch eine Erkrankung an der Teilnahme behindert.

## Autoren
- Thorsten Becker
- Jochen Beyse
- Christiane Binder-Gasper
- Daniela Castner
- Gerhard Falkner
- Zsuzsanna Gahse
- Armin Gatterer
- Evelyn Grill
- Daniel Grolle
- Lukas Hammerstein
- Wolfgang Hermann
- Bettina Klix
- Friedrich Wilhelm Korff
- Friederike Kretzen
- Katja Lange-Müller
- Henrike Leonhardt
- Jost Nickel
- Anita Pichler
- Arnulf Ploder
- Ingrid Puganigg
- Andreas Reiter
- Nora Schmitt
- Lothar Schöne
- Walter Vogl

## Juroren
- Peter Demetz
- Humbert Fink
- Peter Härtling
- Walter Hinck
- Walter Jens
- Adolf Muschg
- Klara Obermüller
- Marcel Reich-Ranicki
- Roman Rocek
- Gert Ueding
- Heinrich Vormweg

## Preisträger
- Ingeborg-Bachmann-Preis (dotiert mit 150.000 ÖS): Katja Lange-Müller für „Kaspar Mauser - Die Feigheit vorm Freund“
- Preis des Landes Kärnten (dotiert mit 75.000 ÖS): Ingrid Puganigg für „Das Maniefest“
- Preis der Industriellenvereinigung (dotiert mit 60.000 ÖS): Jochen Beyse für „Das Affenhaus“
- Preis der Stadt Wiesbaden (dotiert mit 50.000 ÖS): Zsuzsanna Gahse für „Sieben Personen“
- Ernst-Willner-Stipendien (je 45.000 ÖS): Daniel Grolle für „Sieger“ und  „Da ist was da unten“, Arnulf Ploder für „Erdschwere“